# Danh sách ký hiệu toán học
Một ký hiệu toán học là một hình hoặc tổ hợp các hình dùng để biểu diễn một vật thể toán học, một tác động lên vật thể toán học, một tương quan giữa các vật thể toán học, hoặc để sắp xếp những ký hiệu khác xuất hiện trong một công thức. Vì công thức sử dụng nhiều loại ký hiệu khác nhau, để biểu diễn toàn bộ toán học cần nhiều ký hiệu.
Những ký hiệu toán học đơn giản nhất bao gồm các chữ số thập phân (0, 1, 2, 3, 4, 5, 6, 7, 8, 9), và các chữ cái trong bảng chữ cái Latin. Các chữ số thập phân được dùng để biểu diễn số qua hệ ghi số Ấn Độ–Ả Rập. Theo thông lệ, chữ cái viết hoa được dùng để biểu diễn điểm trong hình học, và chữ cái viết thường dùng cho biến và hằng số. Chữ cái cũng được dùng để biểu diễn nhiều loại vật thể toán học khác. Với sự phát triển của toán học và sự gia tăng về số lượng các đối tượng nghiên cứu, các nhà toán học cũng dùng đến bảng chữ cái Hy Lạp và Hebrew. Trong công thức toán học, kiểu chữ tiêu chuẩn là in nghiêng chữ cái Latin và chữ cái Hy Lạp viết thường, và in đứng cho chữ cái Hy Lạp viết hoa. Để có thêm nhiều ký hiệu nữa, những kiểu chữ khác được sử dụng, bao gồm chữ đậm {\displaystyle \mathbf {a,A,b,B} ,\ldots }, chữ viết tay {\displaystyle {\mathcal {A,B}},\ldots } (chữ viết tay in thường ít được sử dụng vì dễ nhầm lẫn với kiểu chữ thông thường), fraktur tiếng Đức {\displaystyle {\mathfrak {a,A,b,B}},\ldots }, và in đậm bảng đen {\displaystyle \mathbb {N,Z,Q,R,C,H,F} _{q}} (những chữ cái khác ít khi được sử dụng trong kiểu chữ này).
Những ký hiệu toán học sử dụng chữ cái Latin và Hy Lạp không được liệt kê ở đây. Đối với những ký hiệu đó, xem Biến số và Danh sách các hằng số toán học. Tuy nhiên, một số ký hiệu ở đây có hình dạng giống với chữ cái nguồn gốc của nó, ví dụ như {\displaystyle \textstyle \prod } và {\displaystyle \textstyle \sum }.
Những chữ cái này thôi không đủ để đáp ứng nhu cầu của các nhà toán học, và nhiều ký hiệu khác được sử dụng. Một số xuất phát từ dấu câu và dấu phụ thường được dùng trong typography, trong khi một số khác hình thành bằng việc biến dạng chữ cái, như là {\displaystyle \in } và {\displaystyle \forall }. Ngoài ra, những ký hiệu như + và = được thiết kế đặc biệt cho toán học.

## Hướng dẫn
Thông thường, những mục từ trong một bảng chú giải được sắp xếp theo chủ đề và theo thứ tự bảng chữ cái. Việc này là bất khả thi với danh sách này bởi các ký hiệu không có thứ tự nào rõ ràng, và nhiều ký tự được sử dụng ở nhiều nhánh toán học khác nhau với ý nghĩa khác nhau, nhiều khi không liên quan đến nhau. Do đó, bài viết phải đưa ra một số quyết định tùy ý, được tóm tắt sau đây.
Bài viết được chia thành các phần xếp theo mức độ chuyên môn tăng dần: tức là phần đầu tiên chứa các ký hiệu thường gặp trong hầu hết các văn bản toán học, và cần phải biết ngay cả đối với người mới bắt đầu. Ngược lại, những phần cuối chứa các ký hiệu chuyên dụng cho một số lĩnh vực toán học và không được sử dụng bên ngoài các lĩnh vực này. Tuy nhiên, phần về dấu ngoặc đã được đặt gần cuối vì độ dài, mặc dù hầu hết các ký hiệu trong phần nàylà sơ cấp: điều này giúp việc tìm kiếm mục ký hiệu dễ dàng hơn.
Hầu hết các ký hiệu đa nghĩa thường được phân biệt theo ngành học mà nó được dùng hoặc theo cú pháp của chúng, nghĩa là vị trí của chúng bên trong công thức và bản chất của các phần khác của công thức gần với chúng.
Vì người đọc có thể không nhận thức được lĩnh vực toán học có liên quan đến ký hiệu mà họ đang tìm kiếm, các ý nghĩa khác nhau của ký hiệu được nhóm lại trong phần tương ứng với ý nghĩa phổ biến nhất của chúng.
Trong trường hợp ý nghĩa phụ thuộc vào cú pháp, biểu tượng {\displaystyle \Box } được sử dụng để biểu thị các thành phần lân cận của công thức chứa ký hiệu đó. Xem phần § Dấu ngoặc cho ví dụ chi tiết.
Phần lớn các ký hiệu có thể được hiển thị bằng hai cách: bằng ký tự Unicode, hoặc bằng LaTeX. Phiên bản Unicode cho phép sử dụng công cụ tìm kiếm và sao chép và dán dễ hơn. Mặt khác, hiển thị bằng LaTeX cho kết quả đẹp hơn, và là tiêu chuẩn được sử dụng trong toán học. Do đó, trong bài viết này, phiên bản Unicode của ký hiệu được dùng (khi có thể) để đánh dấu mục, và phiên bản LaTeX được dùng trong phần giải thích. Để tìm cách gõ ký hiệu bằng LaTeX, người đọc có thể coi mã nguồn của bài viết.
Với hầu hết ký hiệu, dẫn mục là ký tự Unicode tương ứng. Vì vậy, để tìm mục của một ký tự, người đọc chỉ cần gõ hoặc dán ký tự Unicode vào thanh tìm kiếm. Tương tự, khi tên của biểu tượng cũng là một liên kết nếu có thể, cho phép dẫn những bài viết Wikipedia khác dễ dàng.

## Phép toán số học
+
1.  Ký hiệu phép cộng; ví dụ, 3 + 2.
2.  Đôi khi được dùng để ký hiệu hợp rời của tập hợp thay cho {\displaystyle \sqcup }.
–
1.  Ký hiệu phép trừ; ví dụ, 3 – 2.
2.  Ký hiệu nghịch đảo phép cộng và đọc là âm; ví dụ, –2.
3.  Cũng được dùng thay cho \ để ký hiệu phần bù; xem \ trong § Lý thuyết tập hợp.
×
1.  Trong số học sơ cấp, ký hiệu phép nhân; ví dụ, 3 × 2.
2.  Trong hình học và đại số tuyến tính, ký hiệu tính có hướng.
3.  Trong lý thuyết tập hợp và lý thuyết phạm trù, ký hiệu tích Descartes và tích trực tiếp. Xem × trong § Lý thuyết tập hợp.
·
1.  Ký hiệu phép nhân; ví dụ, 3 ⋅ 2.
2.  Trong hình học và đại số tuyến tính, ký hiệu tích vô hướng.
3.  Chỗ thế chân biểu thị thành phần bất định. Ví dụ, "giá trị tuyệt đối được ký hiệu bằng | · |" là rõ ràng hơn nói nó được ký hiệu bằng | |.
±
1.  Ký hiệu dấu cộng hoặc dấu trừ.
2.  Ký hiệu khoảng giá trị mà một đại lượng đo đạc có thể có; ví dụ, 10 ± 2 biểu thị một giá trị không xác định nằm giữa 8 và 12.
∓
Dùng cùng với ±, ký hiệu dấu ngược lại; ví dụ, (1 ± 2)×(3 ∓ 4) có thể hiểu là (1 + 2)×(3 – 4) hoặc (1 – 2)×(3 + 4).
÷
Từng được dùng rộng rãi để biểu thị phép chia ở những nước nói tiếng Anh, ngày nay ký hiệu này không còn được sử dụng trong toán học. Ở một số quốc gia, nó có thể biểu thị phép trừ.
:
1.  Ký hiệu tỉ số giữa hai đại lượng.
2.  Ở một số quốc gia, có thể ký hiệu phép chia.
3.  Trong ký hiệu xây dựng tập hợp, nó được dùng làm dấu phân cách với ý nghĩa "sao cho"; xem {□ : □}.
/
1.  Ký hiệu phép chia và đọc là chia cho hoặc trên. Thường được thay thế bằng một dấu gạch ngang. Ví dụ, 3 / 2 hoặc {\displaystyle {\frac {3}{2}}}.
2.  Ký hiệu cấu trúc thương. Ví dụ, tập thương, nhóm thương, vành thương, phạm trù thương, v.v.
3.  Trong lý thuyết số và lý thuyết trường, {\displaystyle F/E} biểu thị một mở rộng trường, trong đó F là một trường mở rộng của trường E.
4.  Trong lý thuyết xác suất, ký hiệu một xác suất có điều kiện. Ví dụ, {\displaystyle P(A/B)} biểu thị xác suất của A, khi biết B diễn ra. Còn được ký hiệu là {\displaystyle P(A\mid B)}: xem "|".
√
Ký hiệu căn bậc hai và đọc là căn bậc hai của. Ít khi được sử dụng mà không có dấu gạch ngang ở trên (xem mục kế). Ví dụ, √2.
√  
1.  Ký hiệu căn bậc hai và đọc là căn bậc hai của. Ví dụ, {\displaystyle {\sqrt {3+2}}}.
2.  Với một số nguyên lớn hơn 2 viết ở trên bên trái, ký hiệu căn bậc n. Ví dụ, {\displaystyle {\sqrt[{7}]{3}}}.
^
1.  Lũy thừa thường được ký hiệu bằng superscript. Tuy nhiên, {\displaystyle x^{y}} thường được ghi là x^y khi mà superscript không khả thi, ví dụ như trong một số ngôn ngữ lập trình (bao gồm LaTeX) hoặc email văn bản thô.
2.  Đừng nhầm lẫn với ∧.

## Đẳng thức, tương đương và tương quan
=
1.  Ký hiệu đẳng thức.
2.  Dùng để đặt tên cho một đối tượng toán học trong câu như "đặt {\displaystyle x=E}", trong đó E là một biểu thức. Trong một số tài liệu toán học, việc đặt tên này có thể được viết tắt thành {\displaystyle x\,{\stackrel {\mathrm {def} }{=}}\,E} hoặc {\displaystyle x\triangleq E.} Việc này có liên hệ với khái niệm gán trong khoa học máy tính, vốn được ký hiệu bằng nhiều cách (tùy thuộc vào ngôn ngữ lập trình) như {\displaystyle =,:=,\leftarrow ,\ldots }
≠
Ký hiệu bất đẳng thức và nghĩa là "không bằng".
≈
Nghĩa là "xấp xỉ bằng". Ví dụ, {\displaystyle \pi \approx {\frac {22}{7}}}.
~
1.  Giữa hai số, được dùng thay cho ≈ để biểu thị "xấp xỉ bằng", hoặc "có cùng cấp độ lớn với".
2.  Ký hiệu tương đương tiệm cận giữa hai hàm hoặc dãy số.
3.  Thường được dùng để biểu thị những loại đồng dạng, ví dụ như ma trận đồng dạng hoặc đồng dạng trong hình học.
4.  Ký hiệu cho một quan hệ tương đương.
5.  Trong xác suất và thống kê, biểu diễn phân bố xác suất của một biến ngẫu nhiên. Ví dụ, {\displaystyle X\sim N(0,1)} nghĩa là biến ngẫu nhiên X tuân theo phân bố chuẩn.
6.  Ký hiệu cho tỉ lệ thuận. Xem ∝ cho ký hiệu rõ ràng hơn.
≡
1.  Ký hiệu một đồng nhất thức, tức một đẳng thức luôn đúng.
2.  Trong lý thuyết số, cụ thể là số học mô đun, ký hiệu đồng dư mô đun một số nguyên.
≅
1.  Có thể ký hiệu một đẳng cấu giữa hai cấu trúc toán học, đọc là "đẳng cấu với".
2.  Trong hình học, ký hiệu hai hình đồng dạng, đọc là "đồng dạng với".

## So sánh
<
1.  Bất đẳng thức chặt giữa hai số; đọc và hiểu là "bé hơn".
2.  Thường ký hiệu thứ tự chặt bất kỳ .
3.  Giữa hai nhóm, có thể nghĩa là nhóm thứ nhất là nhóm con thực sự của nhóm thứ hai.
>
1.  Bất đẳng thức chặt giữa hai số; đọc và hiểu là "lớn hơn".
2.  Thường ký hiệu thứ tự chặt bất kỳ.
3.  Giữa hai nhóm, có thể nghĩa là nhóm thứ hai là nhóm con thực sự của nhóm thứ nhất.
≤
1.  Nghĩa là "bé hơn hoặc bằng". Nghĩa là A ≤ B tương đương với A < B hoặc A = B.
2.  Giữa hai nhóm, có thể nghĩa là nhóm thứ nhất là nhóm con của nhóm thứ hai.
≥
1.  Nghĩa là "lớn hơn hoặc bằng". Nghĩa là A ≥ B tương đương với A > B hoặc A = B.
2.  Giữa hai nhóm, có thể nghĩa là nhóm thứ hai là nhóm con của nhóm thứ nhất.
≪ , ≫
1.  Nghĩa là "bé hơn nhiều" và "lớn hơn nhiều". Từ nhiều thường không được định nghĩa cụ thể, nhưng được hiểu là đại lượng bé hơn có thể được bỏ qua khi xét đến đại lượng lớn hơn. Nhìn chung, ký hiệu này được dùng khi đại lượng bé hơn một vài cấp độ lớn.
2.  Trong lý thuyết độ đo, {\displaystyle \mu \ll \nu } nghĩa là độ đo {\displaystyle \mu } liên tục tuyệt đối đối với độ đo {\displaystyle \nu }.
≦ , ≧
Đồng nghĩa với ≤ và ≥, ít khi được sử dụng.
≺ , ≻
Thường được dùng để ký hiệu thứ tự, hoặc chung hơn, một tiền thứ tự, khi mà việc dùng < và > dễ gây hiểu nhầm.

## Lý thuyết tập hợp
∅
Biểu thị tập hợp trống và thường được viết hơn {\displaystyle \emptyset }. Sử dụng ký pháp xây tập hợp, nó cũng có thể được ký hiệu là {\displaystyle \{\}}.
#
1.  Số các phần tử: {\displaystyle \#{}S} có thể dùng để ký hiệu cho số lực lượng của tập hợp S.Một cách ký hiệu khác là {\displaystyle |S|}; xem {\displaystyle |\square |}.
2.  Primorial: {\displaystyle n{}\#} ký hiệu tích của các số nguyên tố không lớn hơn n.
3.  Trong topology, {\displaystyle M\#N} ký hiệu tổng liên thông của hai đa tạp hoặc của hai nút.
∈ 
Ký hiệu cho quan hệ "là phần tử của", và thường đọc là "nằm trong" hoặc thuộc. Tức là {\displaystyle x\in S} có nghĩa là x là một phần tử thuộc tập hợp S.
∉ 
Nghĩa là "không thuộc về". Tức là, {\displaystyle x\notin S} nghĩa là {\displaystyle \neg (x\in S)}.
⊂
Ký hiệu phép bao hàm. Song có hai định nghĩa thường gặp nhưng khác nhau một chút như sau:
1.  {\displaystyle A\subset B} có thể có nghĩa là A là tập con của B, và có thể bằng với B;nghĩa là mọi phần tử thuộc A thì đều nằm trong B; hay nói dưới công thức: {\displaystyle \forall {}x,\,x\in A\Rightarrow x\in B}.
2.  {\displaystyle A\subset B} cũng có thể có nghĩa là A là tập con thực sự của B, tức là hai tập này khác nhau và mọi phần tử thuộc A đều nằm trong B; nói dưới công thức:, {\displaystyle A\neq B\land \forall {}x,\,x\in A\Rightarrow x\in B}.
⊆
{\displaystyle A\subseteq B} nghĩa là A là tập con của B. Được dùng để nhấn mạnh dấu bằng có thể xảy ra, hoặc khi định nghĩa thứ hai của {\displaystyle A\subset B} được dùng.
⊊
{\displaystyle A\subsetneq B} nghĩa là A là tập con thật sự của B. Dùng để nhấn mạnh rằng {\displaystyle A\neq B}, hoặc khi định nghĩa đầu tiên của {\displaystyle A\subset B} được dùng.
⊃, ⊇, ⊋
Định nghĩa các quan hệ ngược tương ứng với {\displaystyle \subset }, {\displaystyle \subseteq }, và {\displaystyle \subsetneq }. Ví dụ chẳng hạn, {\displaystyle B\supset A} tương ứng với {\displaystyle A\subset B}.
∪
Ký hiệu phép hợp trong tập hợp, {\displaystyle A\cup B} là tập hợp chứa tất cả các phần tử hoặc thuộc về A hoặc thuộc về B hoặc là cả hai. Tức là, {\displaystyle A\cup B=\{x\mid (x\in A)\lor (x\in B)\}}.
∩
Ký hiệu phép giao trong tập hợp, {\displaystyle A\cap B} là tập hợp chứa các phần tử vừa thuộc về A vừa thuộc về B. Tức là, {\displaystyle A\cap B=\{x\mid (x\in A)\land (x\in B)\}}.
∖
Hiệu tập hợp; {\displaystyle A\setminus B} là tập hợp chứa các phần tử thuộc về A nhưng không thuộc về in B. Đôi khi dấu, {\displaystyle A-B} được dùng; xem – trong § Phép toán số học.
⊖ hay {\displaystyle \triangle }
Hiệu đối xứng:  {\displaystyle A\ominus B} hay {\displaystyle A\operatorname {\triangle } B} là tập hợp chứa các phần tử thuộc về duy nhất một trong hai tập A và B.
∁
1.  Với chỉ số dưới, biểu thị bổ sung tập hợp: nghĩa là, nếu {\displaystyle B\subseteq A}, thì {\displaystyle \complement _{A}B=A\setminus B}.
2.  Không có chỉ số dưới, biểu thị bổ sung tuyệt đối; nghĩa là, {\displaystyle \complement A=\complement _{U}A}, trong đó U là một tập hợp được định nghĩa ngầm định bởi ngữ cảnh, bao gồm tất cả các tập hợp đang được xem xét. Tập hợp U này đôi khi được gọi là vũ trụ của diễn ngôn. 
×
Xem thêm × trong § Toán tử số học.
1.  Biểu thị tích Descartes của hai tập hợp. Nghĩa là, {\displaystyle A\times B} là tập hợp được tạo thành bởi tất cả cặp của một phần tử của A và một phần tử của B.
2.  Biểu thị tích trực tiếp của hai cấu trúc toán học cùng loại, là tích Descartes của các tập hợp cơ sở, được trang bị cấu trúc cùng loại. Ví dụ, tích trực tiếp của các vành, tích tích trực tiếp của các không gian tôpô.
3.  Trong lý thuyết phạm trù, biểu thị tích trực tiếp (thường được gọi đơn giản là tích) của hai đối tượng, là khái quát của các khái niệm tích trước đó.
⊔
Biểu thị hợp rời. Nghĩa là, nếu A và B là các tập hợp thì {\displaystyle A\sqcup B=\left(A\times \{i_{A}\}\right)\cup \left(B\times \{i_{B}\}\right)} là một tập hợp cặp trong đó iA và iB là các chỉ số phân biệt phân biệt các thành viên của A và B trong {\displaystyle A\sqcup B}.
∐
1.  Một giải pháp thay thế cho {\displaystyle \sqcup }.
2.  Biểu thị tích đồng của cấu trúc toán học hoặc của các đối tượng trong thể loại.

## Logic cơ bản
Một số ký hiệu logic được sử dụng rộng rãi trong mọi phép toán và được liệt kê ở đây. Đối với các ký hiệu chỉ được sử dụng trong logic toán học hoặc hiếm khi được sử dụng, hãy xem Danh sách các ký hiệu logic.

¬
Biểu thị phủ định logic và được đọc là "not". Nếu E là một vị ngữ logic, {\displaystyle \neg E} là vị ngữ được đánh giá là true khi và chỉ khi E được đánh giá là false. Để rõ ràng hơn, nó thường được thay thế bằng từ "not". Trong ngôn ngữ lập trình và một số văn bản toán học, đôi khi nó được thay thế bằng "~" hoặc "!", dễ gõ hơn trên một số bàn phím.
∨
1.  Biểu thị logic or, và được đọc là "or". Nếu E và F là logic predicate, {\displaystyle E\lor F} là đúng nếu E, F, hoặc cả hai đều đúng. Nó thường được thay thế bằng từ "or".
2.  Trong lý thuyết mạng, biểu thị phép toán tham gia hoặc giới hạn trên tối thiểu.
3.  Trong cấu trúc liên kết, biểu thị tổng nêm của hai không gian nhọn.
∧
1.  Biểu thị logic and, và được đọc là "and". Nếu E và F là logic predicate, {\displaystyle E\land F} là đúng nếu E và F đều đúng. Nó thường được thay thế bằng từ "and" hoặc ký hiệu "&".
2.  Trong lý thuyết mạng, biểu thị phép toán gặp gỡ hoặc giới hạn dưới lớn nhất.
3.  Trong đại số đa tuyến tính, hình học và phép tính đa biến, biểu thị sản phẩm nêm hoặc sản phẩm ngoại thất.
⊻
Exclusive or: nếu E và F là hai biến Boolean hoặc predicate, {\displaystyle E\veebar F} biểu thị phép loại trừ hoặc. Ký hiệu E XOR F và {\displaystyle E\oplus F} cũng thường được sử dụng; xem ⊕.
∀
1.  Biểu thị lượng hóa phổ quát và được đọc là "cho tất cả". Nếu E là một vị ngữ logic, {\displaystyle \forall xE} có nghĩa là E là đúng đối với tất cả các giá trị có thể có của biến x.
2.  Thường được sử dụng không đúng cách ở dạng văn bản thuần túy dưới dạng viết tắt của "cho tất cả" hoặc "cho mọi".
∃
1.  Biểu thị lượng hóa hiện sinh và được đọc là "tồn tại ... sao cho". Nếu E là vị ngữ logic, {\displaystyle \exists xE} có nghĩa là tồn tại ít nhất một giá trị của x mà E là đúng.
2.  Thường được sử dụng không đúng cách trong văn bản thuần túy như là viết tắt của "tồn tại".
∃!
Denotes uniqueness quantification, that is, {\displaystyle \exists !xP} means "there exists exactly one x such that P (is true)". In other words,
{\displaystyle \exists !xP(x)} is an abbreviation of {\displaystyle \exists x\,(P(x)\,\wedge \neg \exists y\,(P(y)\wedge y\neq x))}.
⇒
1.  Denotes material conditional, and is read as "implies". If P and Q are logical predicates, {\displaystyle P\Rightarrow Q} means that if P is true, then Q is also true. Thus, {\displaystyle P\Rightarrow Q} is logically equivalent with {\displaystyle Q\lor \neg P}.
2.  Often used improperly in plain text as an abbreviation of "implies".
⇔
1.  Denotes logical equivalence, and is read "is equivalent to" or "if and only if". If  P and Q are logical predicates, {\displaystyle P\Leftrightarrow Q} is thus an abbreviation of {\displaystyle (P\Rightarrow Q)\land (Q\Rightarrow P)}, or of {\displaystyle (P\land Q)\lor (\neg P\land \neg Q)}.
2.  Often used improperly in plain text as an abbreviation of "if and only if".
⊤
1.  {\displaystyle \top } denotes the logical predicate always true.
2.  Denotes also the truth value true.
3.  Sometimes denotes the top element of a bounded lattice (previous meanings are specific examples).
4.  For the use as a superscript, see ⊤□.
⊥
1.  {\displaystyle \bot } denotes the logical predicate always false.
2.  Denotes also the truth value false.
3.  Sometimes denotes the bottom element of a bounded lattice (previous meanings are specific examples).
4.  As a binary operator, denotes perpendicularity and orthogonality. For example, if A, B, C are three points in a Euclidean space, then {\displaystyle AB\perp AC} means that the line segments AB and AC are perpendicular, and form a right angle.
5.  In Cryptography often denotes an error in place of a regular value.
6.  For the use as a superscript, see □⊥.

## Blackboard bold
The blackboard bold typeface is widely used for denoting the basic number systems. These systems are often also denoted by the corresponding uppercase bold letter. A clear advantage of blackboard bold is that these symbols cannot be confused with anything else. This allows using them in any area of mathematics, without having to recall their definition. For example, if one encounters {\displaystyle \mathbb {R} } in combinatorics, one should immediately know that this denotes the real numbers, although combinatorics does not study the real numbers (but it uses them for many proofs).

{\displaystyle \mathbb {N} }
Denotes the set of natural numbers {\displaystyle \{1,2,\ldots \}}, or sometimes {\displaystyle \{0,1,2,\ldots \}}. It is often denoted also by {\displaystyle \mathbf {N} }. When the distinction is important and readers might assume either definition, {\displaystyle \mathbb {N} _{1}} and {\displaystyle \mathbb {N} _{0}} are used, respectively, to denote one of them unambiguously.
{\displaystyle \mathbb {Z} }
Denotes the set of integers {\displaystyle \{\ldots ,-2,-1,0,1,2,\ldots \}}. It is often denoted also by {\displaystyle \mathbf {Z} }.
{\displaystyle \mathbb {Z} _{p}}
1.  Denotes the set of p-adic integers, where p is a prime number.
2.  Sometimes, {\displaystyle \mathbb {Z} _{n}} denotes the integers modulo n, where n is an integer greater than 0. The notation {\displaystyle \mathbb {Z} /n\mathbb {Z} } is also used, and is less ambiguous.
{\displaystyle \mathbb {Q} }
Denotes the set of rational numbers (fractions of two integers). It is often denoted also by {\displaystyle \mathbf {Q} }.
{\displaystyle \mathbb {Q} _{p}}
Denotes the set of p-adic numbers, where p is a prime number.
{\displaystyle \mathbb {R} }
Denotes the set of real numbers. It is often denoted also by {\displaystyle \mathbf {R} }.
{\displaystyle \mathbb {C} }
Denotes the set of complex numbers. It is often denoted also by {\displaystyle \mathbf {C} }.
{\displaystyle \mathbb {H} }
Denotes the set of quaternions. It is often denoted also by {\displaystyle \mathbf {H} }.
{\displaystyle \mathbb {F} _{q}}
Denotes the finite field with q elements, where q is a prime power (including prime numbers). It is denoted also by GF(q).
{\displaystyle \mathbb {O} }
Used on rare occasions to denote the set of octonions. It is often denoted also by {\displaystyle \mathbf {O} }.

## Calculus
□'
Lagrange's notation for the derivative: If f is a function of a single variable, {\displaystyle f'}, read as "f prime", is the derivative of f with respect to this variable. The second derivative is the derivative of {\displaystyle f'}, and is denoted {\displaystyle f''}.
{\displaystyle {\dot {\Box }}}
Newton's notation, most commonly used for the derivative with respect to time: If x is a variable depending on time, then {\displaystyle {\dot {x}}} is its derivative with respect to time. In particular, if x represents a moving point, then {\displaystyle {\dot {x}}} is its velocity.
{\displaystyle {\ddot {\Box }}}
Newton's notation, for the second derivative: If x is a variable that represents a moving point, then {\displaystyle {\ddot {x}}} is its acceleration.
d □/d □
Leibniz's notation for the derivative, which is used in several slightly different ways.
1.  If y is a variable that depends on x, then {\displaystyle \textstyle {\frac {\mathrm {d} y}{\mathrm {d} x}}}, read as "d y over d x", is the derivative of y with respect to x.
2.  If f is a function of a single variable x, then {\displaystyle \textstyle {\frac {\mathrm {d} f}{\mathrm {d} x}}} is the derivative of f, and 
{\displaystyle \textstyle {\frac {\mathrm {d} f}{\mathrm {d} x}}(a)} is the value of the derivative at a.
3.  Total derivative: If {\displaystyle f(x_{1},\ldots ,x_{n})} is a function of several variables that depend on x, then {\displaystyle \textstyle {\frac {\mathrm {d} f}{\mathrm {d} x}}} is the derivative of f considered as a function of x. That is, {\displaystyle \textstyle {\frac {\mathrm {d} f}{dx}}=\sum _{i=1}^{n}{\frac {\partial f}{\partial x_{i}}}\,{\frac {\mathrm {d} x_{i}}{\mathrm {d} x}}}.
∂ □/∂ □
Partial derivative: If {\displaystyle f(x_{1},\ldots ,x_{n})} is a function of several variables, {\displaystyle \textstyle {\frac {\partial f}{\partial x_{i}}}} is the derivative with respect to the ith variable considered as an independent variable, the other variables being considered as constants.
𝛿 □/𝛿 □
Functional derivative: If {\displaystyle f(y_{1},\ldots ,y_{n})} is a functional of several functions, {\displaystyle \textstyle {\frac {\delta f}{\delta y_{i}}}} is the functional derivative with respect to the nth function considered as an independent variable, the other functions being considered constant.
{\displaystyle {\overline {\Box }}}
1.  Complex conjugate: If z is a complex number, then {\displaystyle {\overline {z}}} is its complex conjugate. For example, {\displaystyle {\overline {a+bi}}=a-bi}.
2.  Topological closure: If S is a subset of a topological space T, then {\displaystyle {\overline {S}}} is its topological closure, that is, the smallest closed subset of T that contains S.
3.  Algebraic closure: If F is a field, then {\displaystyle {\overline {F}}} is its algebraic closure, that is, the smallest algebraically closed field that contains F. For example, {\displaystyle {\overline {\mathbb {Q} }}} is the field of all algebraic numbers.
4.  Mean value: If x is a variable that takes its values in some sequence of numbers S, then {\displaystyle {\overline {x}}} may denote the mean of the elements of S.
→
1.  {\displaystyle A\to B} denotes a function with domain A and codomain B. For naming such a function, one writes {\displaystyle f:A\to B}, which is read as "f from A to B".
2.  More generally, {\displaystyle A\to B} denotes a homomorphism or a morphism from A to B.
3.  May denote a logical implication. For the material implication that is widely used in mathematics reasoning, it is nowadays generally replaced by ⇒. In mathematical logic, it remains used for denoting implication, but its exact meaning depends on the specific theory that is studied.
4.  Over a variable name, means that the variable represents a vector, in a context where ordinary variables represent scalars; for example, {\displaystyle {\overrightarrow {v}}}. Boldface ({\displaystyle \mathbf {v} }) or a circumflex ({\displaystyle {\hat {v}}}) are often used for the same purpose.
5.  In Euclidean geometry and more generally in affine geometry, {\displaystyle {\overrightarrow {PQ}}} denotes the vector defined by the two points P and Q, which can be identified with the translation that maps P to Q. The same vector can be denoted also {\displaystyle Q-P}; see Affine space.
↦
Used for defining a function without having to name it. For example, {\displaystyle x\mapsto x^{2}} is the square function.
○
1.  Function composition: If f and g are two functions, then {\displaystyle g\circ f} is the function such that {\displaystyle (g\circ f)(x)=g(f(x))} for every value of x.
2.  Hadamard product of matrices: If A and B are two matrices of the same size, then {\displaystyle A\circ B} is the matrix such that {\displaystyle (A\circ B)_{i,j}=(A)_{i,j}(B)_{i,j}}. Possibly, {\displaystyle \circ } is also used instead of ⊙ for the Hadamard product of power series.
∂
1.  Boundary of a topological subspace: If S is a subspace of a topological space, then its boundary, denoted {\displaystyle \partial S}, is the set difference between the closure and the interior of S.
2.  Partial derivative: see ∂□/∂□.
∫
1.  Without a subscript, denotes an antiderivative. For example, {\displaystyle \textstyle \int x^{2}dx={\frac {x^{3}}{3}}+C}.
2.  With a subscript and a superscript, or expressions placed below and above it, denotes a definite integral. For example, {\displaystyle \textstyle \int _{a}^{b}x^{2}dx={\frac {b^{3}-a^{3}}{3}}}.
3.  With a subscript that denotes a curve, denotes a line integral. For example, {\displaystyle \textstyle \int _{C}f=\int _{a}^{b}f(r(t))r'(t)\operatorname {d} t}, if r is a parametrization of the curve C, from a to b.
∮
Often used, typically in physics, instead of {\displaystyle \textstyle \int } for line integrals over a closed curve.
∬, ∯
Similar to {\displaystyle \textstyle \int } and {\displaystyle \textstyle \oint } for surface integrals.
{\displaystyle {\boldsymbol {\nabla }}} or {\displaystyle {\vec {\nabla }}}
Nabla, the gradient or vector derivative operator {\displaystyle \textstyle \left({\frac {\partial }{\partial x}},{\frac {\partial }{\partial y}},{\frac {\partial }{\partial z}}\right)}, also called del or grad.
∇2 or ∇⋅∇
Laplace operator or Laplacian: {\displaystyle \textstyle {\frac {\partial ^{2}}{\partial x^{2}}}+{\frac {\partial ^{2}}{\partial y^{2}}}+{\frac {\partial ^{2}}{\partial z^{2}}}}. The forms {\displaystyle \nabla ^{2}} and {\displaystyle {\boldsymbol {\nabla }}\cdot {\boldsymbol {\nabla }}} represent the dot product of the gradient ({\displaystyle {\boldsymbol {\nabla }}} or {\displaystyle {\vec {\nabla }}}) with itself. Also notated Δ (next item).
Δ
(Capital Greek letter delta—not to be confused with {\displaystyle \triangle }, which may denote a geometric triangle or, alternatively, the symmetric difference of two sets.}}
1.  Another notation for the Laplacian (see above).
2.  Operator of finite difference.
{\displaystyle {\boldsymbol {\partial }}} or {\displaystyle \partial _{\mu }}
(Note: the notation {\displaystyle \Box } is not recommend for the four-gradient since both {\displaystyle \Box } and {\displaystyle {\Box }^{2}} are used to denote the d'Alembertian; see below.)
Quad, the 4-vector gradient operator hoặc four-gradient, {\displaystyle \textstyle \left({\frac {\partial }{\partial t}},{\frac {\partial }{\partial x}},{\frac {\partial }{\partial y}},{\frac {\partial }{\partial z}}\right)}.
{\displaystyle \Box } or {\displaystyle {\Box }^{2}} (here an actual box, not a placeholder)
Denotes the d'Alembertian or squared four-gradient, which is a generalization of the Laplacian to four-dimensional spacetime. In flat spacetime with Euclidean coordinates, this may mean either {\displaystyle ~\textstyle -{\frac {\partial ^{2}}{\partial t^{2}}}+{\frac {\partial ^{2}}{\partial x^{2}}}+{\frac {\partial ^{2}}{\partial y^{2}}}+{\frac {\partial ^{2}}{\partial z^{2}}}~\;}  or  {\displaystyle \;~\textstyle +{\frac {\partial ^{2}}{\partial t^{2}}}-{\frac {\partial ^{2}}{\partial x^{2}}}-{\frac {\partial ^{2}}{\partial y^{2}}}-{\frac {\partial ^{2}}{\partial z^{2}}}~\;}; the sign convention must be specified. In curved spacetime (or flat spacetime with non-Euclidean coordinates), the definition is more complicated. Also called box or quabla.

## Linear and multilinear algebra
∑ (Sigma notation)
1.  Denotes the sum of a finite number of terms, which are determined by subscripts and superscripts (which can also be placed below and above), such as in {\displaystyle \textstyle \sum _{i=1}^{n}i^{2}} or {\displaystyle \textstyle \sum _{0<i<j<n}j-i}.
2.  Denotes a series and, if the series is convergent, the sum of the series. For example, {\displaystyle \textstyle \sum _{i=0}^{\infty }{\frac {x^{i}}{i!}}=e^{x}}.
∏ (Capital-pi notation)
1.  Denotes the product of a finite number of terms, which are determined by subscripts and superscripts (which can also be placed below and above), such as in {\displaystyle \textstyle \prod _{i=1}^{n}i^{2}} or {\displaystyle \textstyle \prod _{0<i<j<n}j-i}.
2.  Denotes an infinite product. For example, the Euler product formula for the Riemann zeta function is {\displaystyle \textstyle \zeta (z)=\prod _{n=1}^{\infty }{\frac {1}{1-p_{n}^{-z}}}}.
3.  Also used for the Cartesian product of any number of sets and the direct product of any number of mathematical structures.
⊕
1.  Internal direct sum: if E and F are abelian subgroups of an abelian group V, notation {\displaystyle V=E\oplus F} means that V is the direct sum of E and F; that is, every element of V can be written in a unique way as the sum of an element of E and an element of F. This applies also when E and F are linear subspaces or submodules of the vector space hoặc module V.
2.  Direct sum: if  E and F are two abelian groups, vector spaces, or modules, then their direct sum, denoted {\displaystyle E\oplus F} is an abelian group, vector space, or module (respectively) equipped with two monomorphisms {\displaystyle f:E\to E\oplus F} and {\displaystyle g:F\to E\oplus F} such that {\displaystyle E\oplus F} is the internal direct sum of {\displaystyle f(E)} and {\displaystyle g(F)}. This definition makes sense because this direct sum is unique up to a unique isomorphism.
3.  Exclusive or: if E and F are two Boolean variables or predicates, {\displaystyle E\oplus F} may denote the exclusive or. Notations E XOR F and {\displaystyle E\veebar F} are also commonly used; see ⊻.
⊗
Denotes the tensor product. If E and F are abelian groups, vector spaces, or modules over a commutative ring, then the tensor product of E and F, denoted {\displaystyle E\otimes F} is an abelian group, a vector space or a module (respectively), equipped with a bilinear map {\displaystyle (e,f)\mapsto e\otimes f} from {\displaystyle E\times F} to {\displaystyle E\otimes F}, such that the bilinear maps from {\displaystyle E\times F} to any abelian group, vector space or module G can be identified with the linear maps from {\displaystyle E\otimes F} to G. If E and F are vector spaces over a field R, or modules over a ring R, the tensor product is often denoted {\displaystyle E\otimes _{R}F} to avoid ambiguity.
□⊤
1.  Transpose: if A is a matrix, {\displaystyle A^{\top }} denotes the transpose of A, that is, the matrix obtained by exchanging rows and columns of A. Notation {\displaystyle ^{\top }\!\!A} is also used. The symbol {\displaystyle \top } is often replaced by the letter T or t.
2.  For inline uses of the symbol, see ⊤.
□⊥
1.  Orthogonal complement: If W is a linear subspace of an inner product space V, then {\displaystyle W^{\bot }} denotes its orthogonal complement, that is, the linear space of the elements of V whose inner products with the elements of W are all zero.
2.  Orthogonal subspace in the dual space: If W is a linear subspace (or a submodule) of a vector space (or of a module) V, then {\displaystyle W^{\bot }} may denote the orthogonal subspace of W, that is, the set of all linear forms that map W to zero.
3.  For inline uses of the symbol, see ⊥.

## Advanced group theory
⋉
⋊
1.  Inner semidirect product: if N and H are subgroups of a group G, such that N is a normal subgroup of G, then {\displaystyle G=N\rtimes H} and {\displaystyle G=H\ltimes N} mean that G is the semidirect product of N and H, that is, that every element of G can be uniquely decomposed as the product of an element of N and an element of H (unlike for the direct product of groups, the element of H may change if the order of the factors is changed).
2.  Outer semidirect product: if N and H are two groups, and {\displaystyle \varphi } is a group homomorphism from N to the automorphism group of H, then {\displaystyle N\rtimes _{\varphi }H=H\ltimes _{\varphi }N} denotes a group G, unique up to a group isomorphism, which is a semidirect product of N and H, with the commutation of elements of N and H defined by {\displaystyle \varphi }.
≀
In group theory, {\displaystyle G\wr H} denotes the wreath product of the groups G and H. It is also denoted as {\displaystyle G\operatorname {wr} H} or {\displaystyle G\operatorname {Wr} H}; see Wreath product § Notation and conventions for several notation variants.

## Infinite numbers
∞
1.  The symbol is read as infinity. As an upper bound of a summation, an infinite product, an integral, etc., means that the computation is unlimited. Similarly, {\displaystyle -\infty } in a lower bound means that the computation is not limited toward negative values.
2.  {\displaystyle -\infty } and {\displaystyle +\infty } are the generalized numbers that are added to the real line to form the extended real line.
3.  {\displaystyle \infty } is the generalized number that is added to the real line to form the projectively extended real line.
𝔠
{\displaystyle {\mathfrak {c}}} denotes the cardinality of the continuum, which is the cardinality of the set of real numbers.
ℵ
With an ordinal i as a subscript, denotes the ith aleph number, that is the ith infinite cardinal. For example, {\displaystyle \aleph _{0}} is the smallest infinite cardinal, that is, the cardinal of the natural numbers.
ℶ
With an ordinal i as a subscript, denotes the ith beth number. For example, {\displaystyle \beth _{0}} is the cardinal of the natural numbers, and {\displaystyle \beth _{1}} is the cardinal of the continuum.
ω
1.  Denotes the first limit ordinal. It is also denoted {\displaystyle \omega _{0}} and can be identified with the ordered set of the natural numbers.
2.  With an ordinal i as a subscript, denotes the ith limit ordinal that has a cardinality greater than that of all preceding ordinals.
3.  In computer science, denotes the (unknown) greatest lower bound for the exponent of the computational complexity of matrix multiplication.
4.  Written as a function of another function, it is used for comparing the asymptotic growth of two functions. See Big O notation § Related asymptotic notations.
5.  In number theory, may denote the prime omega function. That is, {\displaystyle \omega (n)} is the number of distinct prime factors of the integer n.

## Brackets
(□)
Used in an expression for specifying that the sub-expression between the parentheses has to be considered as a single entity; typically used for specifying the order of operations.
□(□)
□(□, □)
 □(□, ..., □)
1.  Functional notation: if the first {\displaystyle \Box } is the name (symbol) of a function, denotes the value of the function applied to the expression between the parentheses; for example, {\displaystyle f(x)}, {\displaystyle \sin(x+y)}. In the case of a multivariate function, the parentheses contain several expressions separated by commas, such as {\displaystyle f(x,y)}.
2.  May also denote a product, such as in {\displaystyle a(b+c)}. When the confusion is possible, the context must distinguish which symbols denote functions, and which ones denote variables.
(□, □)
1.  Denotes an ordered pair of mathematical objects, for example, {\displaystyle (\pi ,0)}.
2.  If a and b are real numbers, {\displaystyle -\infty }, or {\displaystyle +\infty }, and a < b, then {\displaystyle (a,b)} denotes the open interval delimited by a and b. See ]□, □[ for an alternative notation.
3.  If a and b are integers, {\displaystyle (a,b)} may denote the greatest common divisor of a and b. Notation {\displaystyle \gcd(a,b)} is often used instead.
(□, □, □)
If x, y, z are vectors in {\displaystyle \mathbb {R} ^{3}}, then {\displaystyle (x,y,z)} may denote the scalar triple product.  See also [□,□,□] in § Square brackets.
(□, ..., □)
Denotes a tuple. If there are n objects separated by commas, it is an n-tuple.
(□, □, ...)
(□, ..., □, ...)
Denotes an infinite sequence.
{\displaystyle {\begin{pmatrix}\Box &\cdots &\Box \\\vdots &\ddots &\vdots \\\Box &\cdots &\Box \end{pmatrix}}}
Denotes a matrix. Often denoted with square brackets.
{\displaystyle {\binom {\Box }{\Box }}}
Denotes a binomial coefficient: Given two nonnegative integers, {\displaystyle {\binom {n}{k}}} is read as "n choose k", and is defined as the integer {\displaystyle {\frac {n(n-1)\cdots (n-k+1)}{1\cdot 2\cdots k}}={\frac {n!}{k!\,(n-k)!}}} (if k = 0, its value is conventionally 1). Using the left-hand-side expression, it denotes a polynomial in n, and is thus defined and used for any real hoặc complex value of n.
(□/□)
Legendre symbol: If p is an odd prime number and a is an integer, the value of {\displaystyle \left({\frac {a}{p}}\right)} is 1 if a is a quadratic residue modulo p; it is –1 if a is a quadratic non-residue modulo p; it is 0 if p divides a. The same notation is used for the Jacobi symbol and Kronecker symbol, which are generalizations where p is respectively any odd positive integer, or any integer.

### Square brackets
[□]
1.  Sometimes used as a synonym of (□) for avoiding nested parentheses.
2.  Equivalence class: given an equivalence relation, {\displaystyle [x]} often denotes the equivalence class of the element x.
3.  Integral part: if x is a real number, [x] often denotes the integral part or truncation of x, that is, the integer obtained by removing all digits after the decimal mark. This notation has also been used for other variants of floor and ceiling functions.
4.  Iverson bracket: if P is a predicate, {\displaystyle [P]} may denote the Iverson bracket, that is the function that takes the value 1 for the values of the free variables in P for which P is true, and takes the value 0 otherwise. For example, {\displaystyle [x=y]} is the Kronecker delta function, which equals one if {\displaystyle x=y}, and zero otherwise.
□[□]
Image of a subset: if S is a subset of the domain of the function f, then {\displaystyle f[S]} is sometimes used for denoting the image of S. When no confusion is possible, notation f(S) is commonly used.
[□, □]
1.  Closed interval: if a and b are real numbers such that {\displaystyle a\leq b}, then {\displaystyle [a,b]} denotes the closed interval defined by them.
2.  Commutator (group theory): if a and b belong to a group, then {\displaystyle [a,b]=a^{-1}b^{-1}ab}.
3.  Commutator (ring theory): if a and b belong to a ring, then {\displaystyle [a,b]=ab-ba}.
4.  Denotes the Lie bracket, the operation of a Lie algebra.
[□ : □]
1.  Degree of a field extension: if F is an extension of a field E, then {\displaystyle [F:E]} denotes the degree of the field extension {\displaystyle F/E}. For example, {\displaystyle [\mathbb {C} :\mathbb {R} ]=2}.
2.  Index of a subgroup: if H is a subgroup of a group E, then {\displaystyle [G:H]} denotes the index of H in G. The notation | G:H | is also used
[□, □, □]
If x, y, z are vectors in {\displaystyle \mathbb {R} ^{3}}, then {\displaystyle [x,y,z]} may denote the scalar triple product.  See also (□,□,□) in § Parentheses.
{\displaystyle {\begin{bmatrix}\Box &\cdots &\Box \\\vdots &\ddots &\vdots \\\Box &\cdots &\Box \end{bmatrix}}}
Denotes a matrix. Often denoted with parentheses.

### Braces
{ }
Set-builder notation for the empty set, also denoted {\displaystyle \emptyset } or ∅.
{□} 
1.  Sometimes used as a synonym of (□) and [□] for avoiding nested parentheses.
2.  Set-builder notation for a singleton set: {\displaystyle \{x\}} denotes the set that has x as a single element.
{□, ..., □} 
Set-builder notation: denotes the set whose elements are listed between the braces, separated by commas.
{□ : □} 
{□ | □} 
Set-builder notation: if {\displaystyle P(x)} is a predicate depending on a variable x, then both {\displaystyle \{x:P(x)\}} and {\displaystyle \{x\mid P(x)\}} denote the set formed by the values of x for which {\displaystyle P(x)} is true.
Single brace
1.  Used for emphasizing that several equations have to be considered as simultaneous equations; for example, {\displaystyle \textstyle {\begin{cases}2x+y=1\\3x-y=1\end{cases}}}.
2.  Piecewise definition; for example, {\displaystyle \textstyle |x|={\begin{cases}x&{\text{if }}x\geq 0\\-x&{\text{if }}x<0\end{cases}}}.
3.  Used for grouped annotation of elements in a formula; for example, {\displaystyle \textstyle \underbrace {(a,b,\ldots ,z)} _{26}}, {\displaystyle \textstyle \overbrace {1+2+\cdots +100} ^{=5050}}, {\displaystyle \textstyle \left.{\begin{bmatrix}A\\B\end{bmatrix}}\right\}m+n{\text{ rows}}}

### Other brackets
|□|
1.  Absolute value: if x is a real hoặc complex number, {\displaystyle |x|} denotes its absolute value.
2.  Number of elements: If S is a set, {\displaystyle |x|} may denote its cardinality, that is, its number of elements. {\displaystyle \#S} is also often used, see #.
3.  Length of a line segment: If P and Q are two points in a Euclidean space, then {\displaystyle |PQ|} often denotes the length of the line segment that they define, which is the distance from P to Q, and is often denoted {\displaystyle d(P,Q)}.
4.  For a similar-looking operator, see |.
| □:□ |
Index of a subgroup: if H is a subgroup of a group G, then {\displaystyle |G:H|} denotes the index of H in G. The notation [G:H] is also used
{\displaystyle \textstyle {\begin{vmatrix}\Box &\cdots &\Box \\\vdots &\ddots &\vdots \\\Box &\cdots &\Box \end{vmatrix}}}
{\displaystyle {\begin{vmatrix}x_{1,1}&\cdots &x_{1,n}\\\vdots &\ddots &\vdots \\x_{n,1}&\cdots &x_{n,n}\end{vmatrix}}} denotes the determinant of the square matrix {\displaystyle {\begin{bmatrix}x_{1,1}&\cdots &x_{1,n}\\\vdots &\ddots &\vdots \\x_{n,1}&\cdots &x_{n,n}\end{bmatrix}}}.
||□||
1.  Denotes the norm of an element of a normed vector space.
2.  For the similar-looking operator named parallel, see ∥.
⌊□⌋
Floor function: if x is a real number, {\displaystyle \lfloor x\rfloor } is the greatest integer that is not greater than x.
⌈□⌉
Ceiling function: if x is a real number, {\displaystyle \lceil x\rceil } is the lowest integer that is not lesser than x.
⌊□⌉
Nearest integer function: if x is a real number, {\displaystyle \lfloor x\rceil } is the  integer that is the closest to x.
]□, □[
Open interval: If a and b are real numbers, {\displaystyle -\infty }, or {\displaystyle +\infty }, and {\displaystyle a<b}, then 
{\displaystyle ]a,b[} denotes the open interval delimited by a and b. See (□, □) for an alternative notation.
(□, □]
]□, □]
Both notations are used for a left-open interval.
[□, □)
[□, □[
Both notations are used for a right-open interval.
⟨□⟩
1.  Generated object: if S is a set of elements in an algebraic structure, {\displaystyle \langle S\rangle } denotes often the object generated by S. If {\displaystyle S=\{s_{1},\ldots ,s_{n}\}}, one writes {\displaystyle \langle s_{1},\ldots ,s_{n}\rangle } (that is, braces are omitted). In particular, this may denote
- the linear span in a vector space (also often denoted Span(S)),
- the generated subgroup in a group,
- the generated ideal in a ring,
- the generated submodule in a module.

2.  Often used, mainly in physics, for denoting an expected value. In probability theory, {\displaystyle E(X)} is generally used instead of {\displaystyle \langle S\rangle }.
⟨□, □⟩
⟨□ | □⟩
Both {\displaystyle \langle x,y\rangle } and {\displaystyle \langle x\mid y\rangle } are commonly used for denoting the inner product in an inner product space.
⟨□| and |□⟩
Bra–ket notation or Dirac notation: if x and y are elements of an inner product space, {\displaystyle |x\rangle } is the vector defined by x, and {\displaystyle \langle y|} is the covector defined by y; their inner product is {\displaystyle \langle y\mid x\rangle }.